# Cratere Vernal
Vernal  è un cratere sulla superficie di Marte.